# Sint Joost
Sint Joost est un village situé dans la commune néerlandaise d'Echt-Susteren, dans la province du Limbourg. Le 1er janvier 2008, le village comptait 1 529 habitants.
Avant 1989, le village était réparti entre les communes de Maasbracht et d'Echt. Depuis, il appartient entièrement à Echt, puis Echt-Susteren.